# Platygymnopa helicis
Platygymnopa helicis är en tvåvingeart som beskrevs av Wirth 1971. Platygymnopa helicis ingår i släktet Platygymnopa och familjen vattenflugor. Inga underarter finns listade i Catalogue of Life.